# Історія Оману
Історія Оману — історичний розвиток від давнини до сьогодення держави Султанат Оман.

## Плейстоцен (палеоліт)
На початку 2023 року, дві команди вчених, які проводять розкопки в оманській пустелі, виявили декілька вражаючих артефактів. Одним з них стала колекція кам'яних ручних сокир, виготовлених в першу хвилю міграції людей з Африки, — про це було повідомлено у виданні Ancient origins. Пустеля Руб-ель-Халі в оманській мухафазі Дофар ще відома, як «Порожній квартал». Під час розкопок тут вчені знайшли скам'янілі дюни, а також русло річки, які відносяться до періоду, коли клімат у регіоні був набагато вологішим. Тут же вченим вдалося виявити шкаралупу яєць, що скам'яніла, вимерлого виду страусів, а також колекцію стародавніх кам'яних сокир. Датування показало, що вони були виготовлені та використовувалися людьми, які жили у цьому регіоні ще 300 тисяч років тому.

## Новокам'яна доба (неоліт)
З періодом історії людства, який тривав від X до початку III тис. до н. е. та який прийшов на зміну мезоліту, пов'язаний початок переходу від привласнювальних форм господарства до відтворювальних, створення культурно-історичних областей в межах яких розповсюджувалися окремі інновації, в тому числі різноманітні елементи духовної культури. Окремі регіони земної кулі, в тому числі і території нинішнього Оману були втягнуті в процес неолітизації неодночасно. Так само й перехід до наступної епохи, енеоліту, для якого властива поява перших виробів із міді, відбувався в різних регіонах у різний час. Підтвердженням існування на території сучасного Оману досить розвинутого населення підтверджується сучасними археологічними дослідженнями. Так, в 2023 році, археологи поблизу Нафуна в центральній мухафазі Ель-Вуста знайшли останки десятків людей у кам'яній гробниці. Саму гробницю знайшли на супутникових фотографіях та встановили приблизну дату її створення — період між 5000 і 4600 роками до н. е., тобто її вік складає приблизно 7000 років. За ствердженнями вчених, ця знахідка є абсолютно унікальною, оскільки у цьому регіоні ніколи раніше не знаходили жодних могил доби бронзи чи давніших.

## Стародавні часи
За давніх часів Оман був торговельним постом Месопотамії. Цей регіон, відомий як Зуфара, славився на весь тогочасний світ своїми ароматичними речовинами, прянощами. Порти на узбережжі Оману почали виникати ще в III тис. до н. е. Тоді ж жителі регіону започаткували мореплавство в Індійському океані. У 2200—1200 роках до н. е. тут існувало королівство Маккан. Мешканці стародавнього Оману торгували з державами стародавнього Межиріччя та долини Інду, зокрема експортували мідь. У південній частині Оману в III тис. до н. е. — VI ст. н. е. існувала держава Адітів, згадувана у Корані, зі столицею в місті Ірам. Близько 550—330 років до н. е. північна частина сучасного Оману входила до складу Перської імперії, тут була провінція (сатрапія) Мака. У III ст. до н. е. — IV ст. н. е. південне узбережжя країни перебувало під владою єменської держави Хадрамаут. У 570—630 роках Оман потрапив під владу сасанідської Персії.

## Середньовіччя
У 634 році територія Оману ввійшла до складу Арабського халіфату. Близько 650 року було запроваджено іслам. Всі мешканці Оману належали до мусульманської секти хариджитів. Від 661 до 1811 року, Оман (з невеликими перервами) був незалежним еміратом.

## Новий час
1 квітня 1515 року, португальці захопили Маскат. У січні 1650 року, оманці вигнали їх і створили морську імперію, володіння якої простягались аж до Момбаси та Занзібару. На початку XIX століття ця держава розділилась на імамат Оман, султанат Маскат і Піратський берег. Султанат Маскат став 1891 року британським протекторатом.

## Оман у ХХ столітті
На початок ХХ століття розкол усередині Оману поглибився, чому сприяла політика Великої Британії. Влада маскатського султана, що був підвладний Британській імперії, обмежувалась практично узбережжям. Більша ж частина внутрішніх районів країни входила до складу Імамату, що провадив самостійницьку політику відносно британської опіки.
У цей період посилилась міжплеменна ворожнеча у внутрішніх районах Оману, почастішали антибританські випади. За короткий термін повстанці звільнили від іноземного панування усю територію держави, за винятком Маскату і прибережних районів, що перебували під захистом британського флоту.
Відтак, 1913 року було утворено незалежний Імамат. А 1920 року султан Маскату був змушений підписати Сибський мирний договір, визнаючи таким чином нележність Оманського імамату. В результаті Оман і Маскат політично відособились один від одного.
У 1957 році султан Маскату Сайд бін Теймур за допомогою воєнної підтримки Великої Британії окупував Імамат Оман. І станом на 1959 рік британцям вдалося відновити суверенітет султана над країною. Британія офіційно ліквідувала Сибський договір і поклала кінець правлінню імамів.
Народ самого Оману продовжував боротьбу з окупантами, особливо у 1960-х роках на півдні країни у Дофарі. Тут було утворено «Фронт звільнення Дофара» (ФЗД, 1965), що поставив за мету боротьбу з маскатським султаном і британським колонізаторами. Цей рух отримав подальший розвиток, і у 1971 році було створено нову більшу і впливовішу організацію «Національний фронт звільнення Оману і Перської затоки» (НФЗОіПЗ).
Після виявлення 1964 року в Омані нафти переміни у внутрішньому житті країни стали незворотними. 23 липня 1970 року султан Сайд бін Теймур був скинутий своїм сином Кабусом бін Саїдом.
Одним з перших кроків нового правителя Оману стало оголошення 9 серпня 1970 року про зміну назви держави на нову — Султанат Оман. Султан Кабус покінчив з таким, що склався історично, розподілом країни на приморську і внутрішні частини. Він поступово лібералізував і модернізував політичний режим та економіку країни. На початку 1980-х років йому вдалося перемогти повстанський рух у Дофарі.
1981 року султан Кабус сформував Консультативну раду, яка у 1991 році була реформована у Раду шури. У листопаді 1996 року султан підписав перший Основний закон (Конституцію) Оману, яким визначались повноваження султана й порядок престолонаслідування, а також уперше в країні проголошувались основні права громадян.
У 1980-х роках султан також надав США право на розміщення в Омані контингенту американських Військово-Повітряних і Військово-Морських Сил.
Під час війн 1991 (Війна в Перській затоці (1990-1991)) і 2003 років у Перській затоці Оман став однією з військових баз сил антиіракської коаліції.
У 1990-тих роках Оман урегулював прикордонні суперечки з Єменом, Саудівською Аравією та ОАЕ.